# Cascada de Minas Viejas
La cascada de Minas Viejas se encuentra localizada en el municipio de El Naranjo, en el estado de San Luis Potosí, en México (22.22 N, 99.17 W).
De la ciudad de San Luis Potosí, se toma la carretera 80 (Tampico-Barra de Navidad), 273 km hasta El Naranjo, una vez allí a 16 km sobre la carretera hacia La Hincada, se toma la desviación de hacia Maitínez y Minas Viejas.
Se trata de dos caídas de agua de 50 m de altura, rodeadas de exuberante vegetación, que forman una poza. Aquí se puede acampar y nadar, así como visitar las cercanías donde se localizan otras cascadas y la laguna de los Patos, donde se puede pescar.
Esta cascada por el color de sus aguas y vegetación que le rodea es de incomparable belleza, es muy cercana al grupo de cascadas del municipio de Tamasopo, S.L.P.
- Datos: Q5755924